# 四つの全面
四つの全面（中国語: 四个全面战略布局、英名：Four Comprehensives）とは、
1. 全面建成小康社会（小康（ややゆとりのある）社会の全面的建設）
2. 全面深化改革（改革の全面的深化）
3. 全面推進依法治国（全面的な法による国家統治）
4. 全面従厳治党（全面的な厳しい党内統治）

のことを指す。
中国共産党の習近平総書記が2014年12月江蘇省を視察した際初めて打ち出した。その後、全国政治協商会議の新年社会や党学校のシンポジウム、党中央政治局の会議や春節の団体祝賀会などでも、これを繰り返し強調し、新たな言い方として注目。2016年2月2日に新華社が四つの全面に関するラップの動画を公開。2017年10月の第19回共産党大会で「四つの全面」が党の最高規則、党規約に明記された。